# Conny Vandenbos
Conny Vandenbos (née Jacoba Adriana Hollestelle le 16 janvier 1937 à La Haye et morte le 7 avril 2002 à Amsterdam) est une chanteuse néerlandaise du levenslied.

## Biographie
Conny Vandenbos commence à chanter dans le chœur d'enfants de l'AVRO, une radio publique néerlandaise, et elle fait son premier solo dans Springplank, une émission diffusée par la KRO (radio publique catholique) où elle chante des chansons françaises. Et c'est en 1961, après son concert au Festival de la chanson de Knokke-Heist, qu'elle signe son premier contrat avec un label.
En 1965, Conny Vandenbos représente les Pays-Bas au Concours Eurovision de la chanson avec le titre 't Is genoeg (Ça suffit) avant de connaître l'année suivante son premier hit avec Ik ben gelukkig zonder jou (Je suis heureuse sans toi). Dans la seconde moitié des années 1960, bien que séparée de son premier mari (Wim van den Bos), elle décide de garder le nom qui l'a fait connaître, Conny van den Bos, nom qui est plus tard écrit Conny Vandenbos.
En 1974, elle quitte Phonogram pour Basart Records International. Son premier single Tjeukemeer (Tsjûkemar) n'est pas un succès, mais cela marche mieux avec Een roosje, m'n roosje (Une petite rose, ma petite rose) et l'album Een vrouw van deze tijd (Une femme de son temps) avec des tubes comme Sjakie van de hoek (Le Charlie du coin), Drie zomers lang et Ome Arie werden hits. Plus tard, elle obtient des rôles dans des comédies musicales comme Boefje (nl) et Heimwee.
En 1977, elle reçoit un Edison Music Award (nl) et un Gouden Harp (nl) et, en 1979, elle est désignée Femme de l'année en Belgique.
Avec Ted de Braak (nl), elle a un programme théâtral et apparait dans la revue d'André van Duin. Elle passe fréquemment à la télé et fait un album où elle reprend et traduit l'Américaine Janis Ian, qu'elle admire et avec qui elle chante un duo.
En 1993, elle est disque d'or pour 14 Grootste Hits Van Conny Vandenbos (Les 14 plus gros hits de Conny Vandenbos).
En 2000, elle laisse son empreinte dans le Walk of Fame Europe de Rotterdam.

## Source
- (nl) Cet article est partiellement ou en totalité issu de l’article de Wikipédia en néerlandais intitulé « Conny Vandenbos » (voir la liste des auteurs).